# Пфицнер, Марк
Марк Пфицнер (нем. Marc Pfitzner; род. 28 августа 1984, Брауншвейг, Нижняя Саксония) — немецкий футболист, полузащитник; тренер.

## Клубная карьера
Марк начал свою карьеру в клубе восьмой лиги Германии «Тиммерлах», затем он выступал за два других местных любительских клуба: «Бройцем» и «ФТ Брауншвейг».
В 2005 году Пфицнер присоединился к резервной команде брауншвейгского «Айнтрахта», первый матч за которую он провёл 13 августа 2005. В 2007 году, после успешных выступлений за вторую команду, Марк дебютирует в первой, выступавшей в Региональной лиге «Север». Пфицнер довольно быстро становится игроком основного состав. В первом сезоне он проводит 18 игр. По итогам года «Айнтрахт» сумел попасть в созданную Третью лигу, в которой выступал на протяжении трёх лет. Марк принял участие в 86 играх Третьей лиги, забил 6 мячей.
В сезоне 2010/11 «Айнтрахт», заняв первое место, получил право выступать во Второй Бундеслиге. За два сезона во Второй Бундеслиге Пфицнер провёл 48 матчей и забил 4 мяча.
В 2013 году «Айнтрахту» удалось выйти в Бундеслигу. В высшем футбольном дивизионе Германии Марк дебютировал 29 сентября 2013 года, выйдя на замену в матче против «Штутгарта». 21 декабря 2013 года Пфицнер провёл первый матч в Бундеслиге в стартовом составе.